# Josef Szulc
Josef Szulc, né Josef Zygmunt Szulc (francisé en Joseph Szulc ou Schoultz) le 23 mars 1875 (4 avril dans le calendrier grégorien) à Varsovie et mort le 7 avril 1956 à Paris 9e, est un compositeur et chef d'orchestre français d'origine polonaise.

## Biographie
Né en Pologne, Josef Szulc arrive en France en 1899. Il s'installe à Paris pour parfaire des études musicales (composition et direction d'orchestre). Il sera formé notamment par le compositeur Jules Massenet. 
En 1903, il s'installe à Bruxelles où il est nommé chef d'orchestre au Théâtre de la Monnaie. Le succès est immédiat avec le ballet Ispahan et par plusieurs mélodies.
Son épouse, Suzy Delsart, divette d'opérette, qui interpréta le rôle de la Veuve Joyeuse de Franz Lehar, le pousse à composer des mélodies plus légères et populaires.
En 1907, il réalise la musique de l'opérette de Marcel Gerbidon, Flossie ou Je m'appelle Flossie.
En 1908, il adapte une comédie de Pierre Veber, Loute puis, en 1914, il se lance dans une comédie musicale, Flup ! sur un livret de Gaston Dumestre qui sera un triomphe en 1920. Il enchaîne d'autres succès tel que Titin sur un livret de Gaston Dumestre. Durant l'entre-deux-guerres, il composera près d'une vingtaine de comédies musicales.

## Comédies musicales
- 1920 : Flup ! sur un livret de Gaston Dumestre
- 1920 : Titin sur un livret de Gaston Dumestre
- 1923 : Le Petit Choc, opérette de P.L. Flers, musique de Joseph Szulc, théâtre Danou[2].
- 1925 : Mannequins sur un livret de Jacques Bousquet et d'Henri Falk
- 1926 : Divin Mensonge sur un livret coécrit d'Alex Madis, Pierre Veber et Hugues Delorme.
- 1930 : Sidonie Panache, livret d'Albert Willemetz et André Mouëzy-Éon
- 1945 : Pantoufle sur un livret de Albert Willemetz

## Filmographie
- 1930 : La route est belle de Robert Florey et André Baugé
- 1930 : L'Enfant de l'amour de Marcel L'Herbier
- 1933 : Mannequins de René Hervil
- 1933 : Les Surprises du sleeping de Karl Anton
- 1935 : Une nuit de noces de Maurice Kéroul et Georges Monca

## Discographie
- 2013 : Sonate pour violon et piano en la mineur op. 61 - Acte Préalable AP0271